# Ладави
Ладави (пол. Ładawy) — село в Польщі, у гміні Свіниці-Варцькі Ленчицького повіту Лодзинського воєводства.
У 1975-1998 роках село належало до Конінського воєводства.